# 蒙紗的基督
40°50′57″N 14°15′18″E / 40.84919°N 14.25488°E
蒙紗的基督（義大利語：Cristo velato）是由朱塞佩·聖馬爾蒂諾（Giuseppe Sanmartino）所雕刻的一尊大理石像，這尊雕像被保存在那不勒斯的圣塞维诺小堂。
這尊雕像出現於1753年, 被認為是世界上最令人驚嘆的雕塑之一。安东尼奥·卡诺瓦曾經為了獲得這部作品，而宣稱他願意放棄自己十年的生活來製作一部類似的傑作。

## 歷史和描述
蒙紗的基督最初由雕塑家安東尼奧·科拉迪尼負責製作。然而，科拉迪尼不久之後去世，只完成terracotta bozzetto (今天展示在聖馬蒂諾國家博物館）。後來這個雕像就由朱塞佩·聖馬爾蒂諾接手完成雕刻，"最偉大現實主義的大理石雕像，代表耶穌基督死亡，由同一塊石頭雕刻而成的透明長袍覆蓋"
聖馬爾蒂雕刻了基督屍體躺在椅子上，面紗覆蓋在基督臉上完全貼合。那不勒斯雕塑家聖馬爾蒂成功地描繪了基督在被釘十字架上蒙受的苦難, 在他的臉上和身體上可以看到他疼痛的跡象。藝術家最後還雕出一些酷刑工具在這尊雕像的腳下：荊棘冠，鉗子和一些鐐銬。

## 面紗的傳說

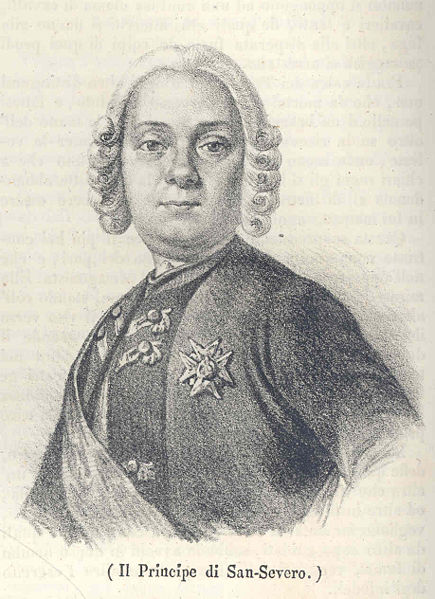
Raimondo di Sangro

幾個世紀以來，有關面紗的傳奇故事流傳許久，一位雕塑家、科學家和煉金術士雷蒙多·迪·桑格羅（Raimondo di Sangro）教授如何將布料轉化為結晶的大理石。事實上，大約三個世紀以來，許多參觀者都為雕像感到驚嘆，誤認為是王子進行煉金術“大理石化”的結果，他本來打算在雕塑上鋪上真正的面紗，並通過化學過程將它變成大理石。實際上，一項分析毫無疑問地表明，這件作品完全是用大理石製作的，這一點也得到了一些製作時信件的證實。1752年12月16日，由王子簽署並保存在那不勒斯銀行歷史檔案中的收據Sanmartino收到的款項指出：
| 義大利語： |  | 英語： |——雷蒙多·迪·桑格羅
在另一封信中，迪桑格羅還說，這個面紗是與雕像同一塊石頭產生的。